# Kampfgeschwader 40
40-ва бомбардувальна ескадра (нім. Kampfgeschwader 40 (KG 40) — бомбардувальна ескадра Люфтваффе за часів Другої світової війни. Формування середніх та важких бомбардувальників було основною патрульною ескадрою німецької морської авіації і протягом війни активно діяло переважно на Атлантичному театрі, а також залучалося до далеких транспортних перевезень на різних фронтах. На озброєнні ескадри перебували — морський патрульний літак Fw 200 «Condor» і важкий бомбардувальник He 177 A.

## Історія з'єднання
40-ва бомбардувальна ескадра була сформована у липні 1940 року на аеродромі Бордо-Мериньяк, як структурний підрозділ авіаційного командування «Атлантик», хоча перша група I./KG 40 веде свою історію від заснування в Бремені першої авіагрупи, призначеної для ведення активної повітряної війни над морськими акваторіями Атлантичного океану та навколишніх морів. II./KG 40 група формувалася у Люнебурзі. Група III./KG 40 заснована 24 березня 1941 року на окупованому французькому аеродромі у Брест-Ланвеок. 15 квітня 1941 року у Люнебурзі почалось створення авіагрупи IV./KG 40.

## Бойовий досвід
1-ше авіакрило було сформовано в липні 1940 року в Бордо-Мериньяк і входило до складу авіаційного командування «Атлантик». Група виконувала розвідувальні місії в північній частині Атлантики, шукаючи конвої союзників, і повідомляв про результати свого патрулювання підводному флоту Крігсмаріне.
26 жовтня 1940 року оберлейтенант Бернгард Йопе уразив 42 000-тонний лайнер «Імпрес оф Бритн», пізніше це судно потопив U-32. У період із серпня 1940 року по лютий 1941 року ескадра вже мала на своєму рахунку потоплених понад 343 000 тонн суден противника.
9 лютого 1941 року п'ять Fw 200 «Condor» I./KG 40 під командуванням Фріца Флігеля у взаємодії з важким крейсером «Адмірал Гіппер» та U-37 атакували британський конвой HG 53. У результаті повітряних атак конвой втратив 967-тонне норвезьке судно Tejo та британські вантажні судна Jura, Dagmar I, Varna і 2490-тонне судно Britannic.
У перші часи битви за Атлантику внаслідок відсутності підходящого повітряного покриття для далеких перевезень пілоти KG 40 активно діяли проти союзних конвоїв до середини 1941 року. Незабаром союзники, не маючи достатніх спроможностей для прикриття конвоїв з повітря, перетворили кілька торгових суден на судна КАМ, які супроводжували конвої до появи достатньої кількості ескортних авіаносців у Королівському флоті. Як правило КАТ судно оснащувалося ракетною катапультою, що запускала одиничний «Харрікейн». Згодом у міру насичення конвоїв противника протиповітряними засобами екіпажам KG 40 було наказано припинити атакувати ворожі судна та уникати боїв, зберігаючи свої сили. Головною метою пілотів ескадри стало виявляти та відслідковувати конвої та своєчасно повідомляти по радіо про їхній склад та зміни курсу, щоб дозволити командуванню Крігсмаріне керувати «вовчими зграями» підводних човнів, які атакували транспортні конвої противника.

## Командування

### Командири KG 40
- оберстлейтенант Ганс Гайссе (нім. Hans Geisse) (червень — 7 вересня 1940);
- оберстлейтенант Георг Пасевальт (нім. Georg Pasewaldt) (вересень — 31 грудня 1940);
- майор Едгар Петерсен (нім. Edgar Petersen) (1 березня — серпень 1941);
- оберст Карл Менерт (нім. Karl Mehnert) (січень — липень 1942);
- оберст Мартин Веттер (нім. Martin Vetter) (липень 1942 — 1 вересня 1943);
- оберст Рупрехт Гайн (нім. Rupprecht Heyn) (2 вересня 1943 — листопад 1944);
- оберст Ганнс Горст Гайзе (нім. Hanns Horst Heise) (листопад 1944 — лютий 1945).

### Командири I./KG 40
- майор Едгар Петерсен (нім. Edgar Petersen) (26 квітня — листопад 1940);
- гауптман Фріц Флігель (нім. Fritz Fliegel) (25 березня — 18 липня 1941, загинув у бою);
- гауптман Едмунд Дасер (нім. Edmund Daser) (31 серпня 1941 — червень 1942.

### Командири II./KG 40
- гауптман Вендт фон Шліппенбах (нім. Wendt Freiherr von Schlippenbach) (15 квітня 1941 — 7 квітня 1942);
- гауптман Вальдемар цу Древер (нім. Waldemar Hörner zu Drewer) (8 квітня — 25 червня 1942;
- майор Мартін Кештнер (нім. Martin Kästner) (28 червня 1942 — 19 червня 1943.

### Командири III./KG 40
- гауптман Роберт Ковалевські (нім. Robert Kowalewski) (серпень 1941 — вересень 1943);
- майор Ламберт Коншегг (нім. Lambert Konschegg) (12 січня 1944 — лютий 1945.

### Командири IV./KG 40
- оберстлейтенант Едмунд Дасер (нім. Edmund Daser) (15 квітня — 31 серпня 1941;
- майор Роман Давчинські (нім. Roman Dawczynski) (вересень 1941 — 1943;
- гауптман Альбрехт Кунце (нім. Albrecht Kuntze) (1943 — 5 липня 1943);
- гауптман Зігфрід фон Крамм (нім. Siegfried Freiherr von Cramm) (6 листопада 1944 — 22 січня 1945.

### Командири V./KG 40
- гауптман Герхард Корталс (нім. Gerhard Korthals) (1 липня — 3 листопада 1942, загинув у бою);
- гауптман Гельмут Даргель (нім. Helmut Dargel) (12 листопада — 30 грудня 1942;
- майор Альфред Гемм (нім. Alfred Hemm) (березень — вересень 1943.

## Основні райони базування KG 40

### Основні райони базуванняштабу40-ї бомбардувальної ескадри
| Час                        | Гарнізон        | Підпорядкованість                 | Основний літак           |
| -------------------------- | --------------- | --------------------------------- | ------------------------ |
| липень — грудень 1940      | Бордо-Мериньяк  | 9-та авіаційна дивізія            | He 111H                  |
| квітень 1941 — липень 1944 | Бордо-Мериньяк  | Авіаційне командування «Атлантик» | Fw 200C «Condor», Ju 88A |
| липень — жовтень 1944      | Гардермуен      | 5-й повітряний флот               | Fw 200C                  |
| жовтень — грудень 1944     | Швабський Галль | 10-й повітряний флот              | немає                    |

### Основні райони базування I./KG 40
| Час                               | Гарнізон           | Підпорядкованість                       | Основний літак   |
| --------------------------------- | ------------------ | --------------------------------------- | ---------------- |
| 1 листопада 1939 — 15 квітня 1940 | Бремен             | ObdL                                    | Fw 200C, He 111  |
| 15 — 25 квітня 1940               | Ольборг-Західний   | X повітряний корпус                     | Fw 200C «Condor» |
| 25 квітня — 12 червня 1940        | Копенгаген-Каструп | X повітряний корпус                     | Fw 200C «Condor» |
| 12 червня 1940 — 17 березня 1942  | Бордо-Мериньяк     | 9-та авіаційна дивізія                  | He 111H, Fw 200C |
| 17 березня 1942 — січень 1943     | Тронгейм-Вернес    | Повітряне командування «Північ» (Захід) | Fw 200C          |
| січень — 19 грудня 1943           | Фасберг            | Повітряне командування «Центр»          | He 177           |
| 19 грудня 1943 — січень 1944      | Шатоден            | IX повітряний корпус                    | He 177           |
| січень — 15 травня 1944           | Фасберг            | Повітряний флот «Рейх»                  | He 177           |
| 15 травня — 18 червня 1944        | Орлеан-Брисі       | Повітряний флот «Рейх»                  | He 177           |
| 18 червня — 12 липня 1944         | Тулуза-Бланьяк     | IX повітряний корпус                    | He 177           |
| липень — жовтень 1944             | Тронгейм-Вернес    | 5-й повітряний флот                     | He 177           |
| жовтень — грудень 1944            | Швабський Галль    | 10-й повітряний флот                    | немає            |
| грудень 1944 — 2 лютого 1945      | Нойбург            | 10-й повітряний флот                    | немає            |

### Основні райони базування II./KG 40
| Час                             | Гарнізон        | Підпорядкованість                 | Основний літак |
| ------------------------------- | --------------- | --------------------------------- | -------------- |
| січень — липень 1941            | Люнебург        | Повітряне командування «Центр»    | He 111, Do 217 |
| липень — вересень 1941          | Коньяк          | Авіаційне командування «Атлантик» | He 111, Do 217 |
| вересень 1941 — 17 березня 1943 | Сустерберг      | IX повітряний корпус              | Do 217         |
| 17 березня — червень 1943       | Гілзе і Рієн    | IX повітряний корпус              | Do 217, Me 410 |
| 25 жовтня 1943 — липень 1944    | Бордо-Мериньяк  | Авіаційне командування «Атлантик» | He 177         |
| липень — жовтень 1944           | Гардермуен      | 5-й повітряний флот               | He 177         |
| жовтень — грудень 1944          | Швабський Галль | Авіаційне командування «Атлантик» | He 177         |
| грудень 1944 — лютий 1945       | Пархім          | 10-й повітряний флот              | немає          |

### Основні райони базування III./KG 40
| Час                          | Гарнізон         | Підпорядкованість                 | Основний літак   |
| ---------------------------- | ---------------- | --------------------------------- | ---------------- |
| березень — червень 1941      | Брест-Ланвеок    | Авіаційне командування «Атлантик» | He 111           |
| червень 1941 — листопад 1943 | Бордо-Мериньяк   | Авіаційне командування «Атлантик» | He 111, Fw 200C  |
| листопад 1943 — липень 1944  | Коньяк           | X повітряний корпус               | Fw 200C «Condor» |
| липень — вересень 1944       | Тронгейм-Вернес  | 5-й повітряний флот               | Fw 200C «Condor» |
| вересень 1944 — лютий 1945   | Любек-Бланкензее | 10-й повітряний флот              | немає            |

### Основні райони базування IV. (Erg.)/KG 40
| Час                              | Гарнізон     | Підпорядкованість | Основний літак         |
| -------------------------------- | ------------ | ----------------- | ---------------------- |
| 19 березня 1940 — 2 червня 1941  | Люнебург     |                   | He 111, Fw 200         |
| 3 червня — 20 серпня 1941        | Ландсберг    |                   | Fw 200, Do 217         |
| 21 серпня 1941 — січень 1942     | Лехфельд     |                   | Fw 200, Do 217         |
| січень — серпень 1942            | Орлеан-Брисі |                   | Fw 200, Do 217         |
| серпень 1942 — 19 грудня 1943    | Шатоден      |                   | Fw 200, Do 217, He 177 |
| 20 грудня 1943 — січень 1944     | Орлеан-Брисі |                   | Fw 200, He 177         |
| січень — 12 липня 1944           | Лехфельд     |                   | Fw 200, He 177         |
| 6 листопада 1944 — 22 січня 1945 | Нойбург      |                   | He 177                 |

### Основні райони базування V.KG 40
| Час                          | Гарнізон               | Підпорядкованість                 | Основний літак |
| ---------------------------- | ---------------------- | --------------------------------- | -------------- |
| 1 липня 1942 — вересень 1943 | Бордо-Мериньяк/ Коньяк | Авіаційне командування «Атлантик» | Ju 88C         |